# Lamprolepis smaragdina
Lamprolepis smaragdina là một loài thằn lằn trong họ Scincidae. Loài này được Lesson mô tả khoa học đầu tiên năm 1826.

## Hình ảnh

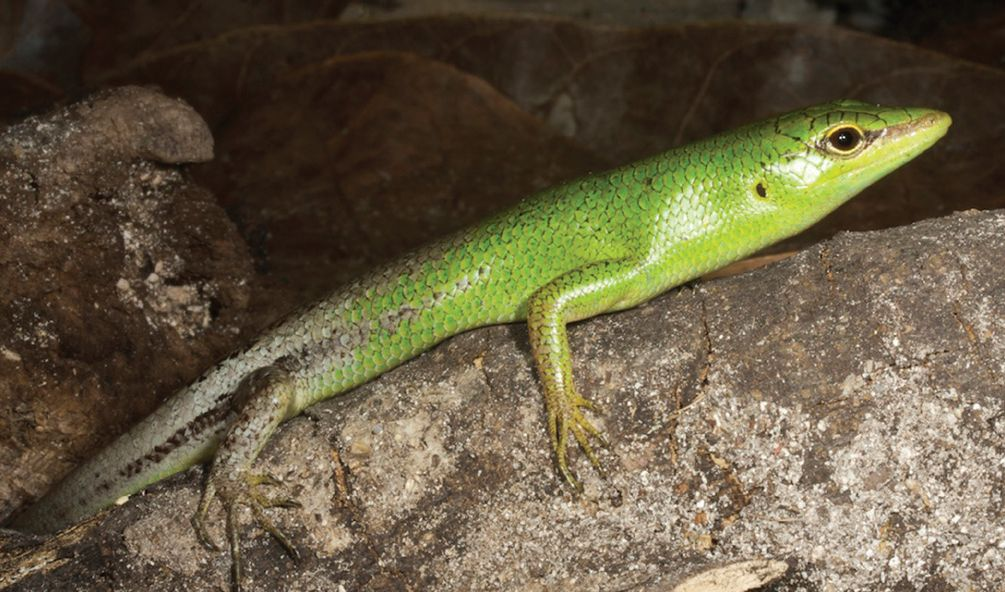
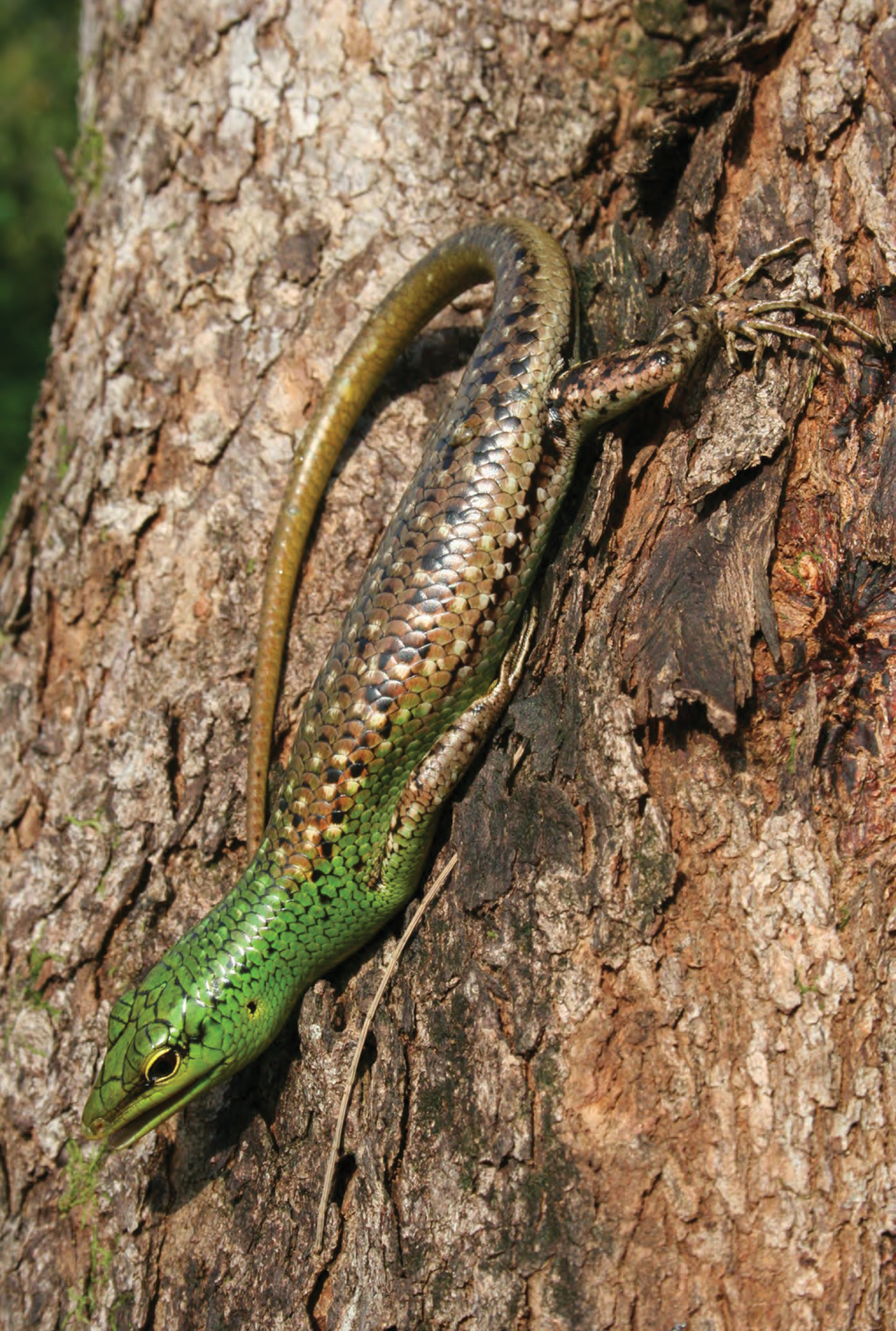